# Дедушкина оговорка
Дедушкина оговорка (букв. grandfather clause с англ. — «дедова статья»; англ. legacy clause — оговорка о наследовании; букв. grandfathering с англ. — «дедовщина») — сложившийся в мировой практике принцип защиты инвестора от изменения законодательства принимающей инвестиции стороны или введения каких-либо международных санкций или торговых ограничений. Является разновидностью применения принципа «закон обратной силы не имеет» применительно к существующим уже отношениям или инвестиционным проектам.
Может являться гарантией неухудшения налогового режима на весь срок реализации инвестиционного проекта или включением проекта инвестора в список исключений от применения каких-либо нежелательных ограничений.
Происхождение понятия относят к законодательству конца XIX века и конституционным поправкам, принятым в 7 южных штатах США между 1895 и 1910 годами, которые создавали новые препятствия для голосования, в частности, ограничения для малоимущих и неграмотных. Целью этих поправок было не допустить до голосования бывших чернокожих рабов и их потомков, но оставить такое право бедным и неграмотным белым, являющимся потомками людей, имевших право голоса до гражданской войны. Хотя эти изначальные дедушкины оговорки были, в конце концов, признаны неконституционными, сам термин остался в употреблении и при использовании в других областях перестал ассоциироваться с вопросом о справедливости изначальных поправок.
«Дедушкина оговорка» активно используется для обхода режима санкций в отношении тех или иных стран. Например, санкций, введённых против РФ в связи с конфликтом на Украине, санкций, введённых против Ирана, или санкций, введённых против Турции Россией.